# Nation crie de Bunibonibee
Pour les articles homonymes, voir Oxford House.
La Nation crie de Bunibonibee, anciennement connue sous les noms de Première Nation d'Oxford House et de bande indienne d'Oxford House, est une Première Nation du Manitoba au Canada. Elle est principalement composée de Cris des bois et plus spécifiquement de Cris des rochers (Asinīskāwiyiniwak). Elle possède treize réserves, la principale étant Oxford House 24 IR. En août 2013, elle avait une population totale enregistrée de 2 892 membres dont 2 424 vivaient sur l’une  des réserves. Les bureaux de la Première Nation sont situés à Oxford House. Elle est signataire du Traité 5.

## Géographie
La Nation crie de Bunibonibee possède 13 réserves dont Oxford House 24 IR est la principale. Cette dernière comprend la communauté d'Oxford House.
| Réserve                    | Superficie (hectares) |
| -------------------------- | --------------------- |
| High Hill Lake IR          | 422                   |
| Kisipikamak IR             | 1 879                 |
| Munro Lake IR              | 1 491                 |
| Notin Sakahekun IR         | 2 822                 |
| Opischikonayak Nation IR   | 255                   |
| Oxford House 24 IR         | 4 876                 |
| Oxford House 24A IR        | 146                   |
| Oxford House 24B IR        | 1 738                 |
| Oxford House 24C IR        | 402                   |
| Oxford House 24D IR        | 4,5                   |
| Oxford Lake North Shore IR | 1 385                 |
| Wapisew Lake IR            | 71                    |
| Whitemud Lake IR           | 2 068                 |

## Annexe